# Giro del Montalbano
Le Giro del Montalbano est une course cycliste italienne disputée à Montalbano (it), frazione de la commune de Ferrare en Émilie-Romagne. Créée en 1954, cette épreuve est organisée par l'UC Seanese Corse. Elle fait partie du calendrier national de la Fédération cycliste italienne. 
Pour l'édition 2019, l’organisation prévoit de rendre hommage à Leonard de Vinci, à l'occasion du 500e anniversaire de sa mort. En 2021, la course sert de parcours pour le championnat d'Italie sur route espoirs.

## Palmarès
| Année | Vainqueur                 | Deuxième            | Troisième           |
| ----- | ------------------------- | ------------------- | ------------------- |
| 1954  | Gaetano Lastrucci         |                     |                     |
| 1955  | Otello Noci               |                     |                     |
| 1956  | B. Servadei               |                     |                     |
| 1957  | Giancarlo Dei             |                     |                     |
| 1958  | Giancarlo Massari         |                     |                     |
| 1959  | Giuseppe Grassi           |                     |                     |
| 1960  | Giuseppe Grassi           |                     |                     |
| 1961  | Roberto Pierattini        |                     |                     |
| 1962  | Lauro Grazioli            |                     |                     |
| 1963  | G. Marri                  |                     |                     |
| 1964  | Carlo Baglini             |                     |                     |
| 1965  | Francesco Cerchierini     |                     |                     |
| 1966  | Mauro Vannucchi           |                     |                     |
| 1967  | B. Franceschi             |                     |                     |
| 1968  | Walter Riccomi            |                     |                     |
| 1969  | Antonio Capuano           |                     |                     |
| 1970  | Antonio Capuano           |                     |                     |
| 1971  | Antonio Capuano           |                     |                     |
| 1972  | Riccardo Becherini        |                     |                     |
| 1973  | Carmelo Barone            |                     |                     |
| 1974  | Moreno Jacomelli          |                     |                     |
| 1975  | Stefano Alderighi         |                     |                     |
| 1976  | Corrado Donadio           |                     |                     |
| 1977  | Carlo Tempesti            |                     |                     |
| 1978  | Raniero Gradi             |                     |                     |
| 1979  | Enrico Buscioni           |                     |                     |
| 1980  | pas de course             |                     |                     |
| 1981  | Francesco Cesarini        |                     |                     |
| 1982  | Giancarlo Montedori       |                     |                     |
| 1983  | Gianluca Brugnami         |                     |                     |
| 1984  | Enrico Galleschi          |                     |                     |
| 1985  | Mauro-Antonio Santaromita |                     |                     |
| 1986  | Stefano Casagrande (it)   |                     |                     |
| 1987  | Davide Maddalena          |                     |                     |
| 1988  | Roberto Pelliconi         |                     |                     |
| 1989  | Franco Cavicchi           |                     |                     |
| 1990  | Massimo Donati            |                     |                     |
| 1991  | Massimo Donati            |                     |                     |
| 1992  | Francesco Casagrande      |                     |                     |
| 1993  | Alessandro Calzolari (it) |                     |                     |
| 1994  | Alessandro Calzolari (it) |                     |                     |
| 1995  | Fabrizio Arzilli          |                     |                     |
| 1996  | Davide Pierige            |                     |                     |
| 1997  | Ellis Rastelli            |                     |                     |
| 1998  | Alfonso Falzarano         | Fabio Quercioli     | Mirco Biondi        |
| 1999  | Massimilliano Martella    |                     |                     |
| 2000  | Stefano Guerrini          |                     |                     |
| 2001  | Yaroslav Popovych         |                     |                     |
| 2002  | Riccardo Riccò            |                     |                     |
| 2003  | Manuele Mori              |                     |                     |
| 2004  | Juan Pablo Magallanes     | Giorgio Orizio      | Diego Genovesi      |
| 2005  | Marco Panchetti           | Diego Genovesi      | Hubert Krys         |
| 2006  | Gianluca Mirenda (it)     | Davide Ricci Bitti  | Alessandro Proni    |
| 2007  | Giuseppe Pecoraro         | Leopoldo Rocchetti  | Edwin Carvajal      |
| 2008  | Mariano Fichera           | Damiano Caruso      | Antonio Di Battista |
| 2009  | Fabio Piscopiello         | Leonardo Pinizzotto | Paolo Centra        |
| 2010  | Winner Anacona            | Thomas Pinaglia     | Yonathan Monsalve   |
| 2011  | Davide Mucelli            | Antonio Parrinello  | Vincenzo Ianniello  |
| 2012  | Thomas Pinaglia           | Christian Barchi    | Matteo Gozzi        |
| 2013  | pas de course             |                     |                     |
| 2014  | Gianluca Milani           | Dario Mantelli      | Alessandro Tonelli  |
| 2015  | Michael Delle Foglie      | Giuseppe Brovelli   | Marco Bernardinetti |
| 2016  | Jhon Alejandro Álvarez    | Filippo Capone      | Giuseppe Brovelli   |
| 2017  | Andrea Montagnoli         | Raimondas Rumšas    | Dario Puccioni      |
| 2018  | Ottavio Dotti             | Yuri Colonna        | Christian Scaroni   |
| 2019  | Riccardo Marchesini       | Michele Corradini   | Filippo Fiorelli    |
| 2020  | pas de course             |                     |                     |
| 2021  | Gabriele Benedetti        | Filippo Baroncini   | Mattia Petrucci     |
| 2022  | Gerardo Sessa             | Imad Sekkak         | Riccardo Moro       |
| 2023  | Federico Biagini          | Nicolò Garibbo      | Matteo Sasso        |
| 2024  | Ben Granger               | Nicolò Garibbo      | Michael Belleri     |
| 2025  | Ben Granger               | Matthew Kingston    | Simone Carrò        |